# Átrio (arquitetura)

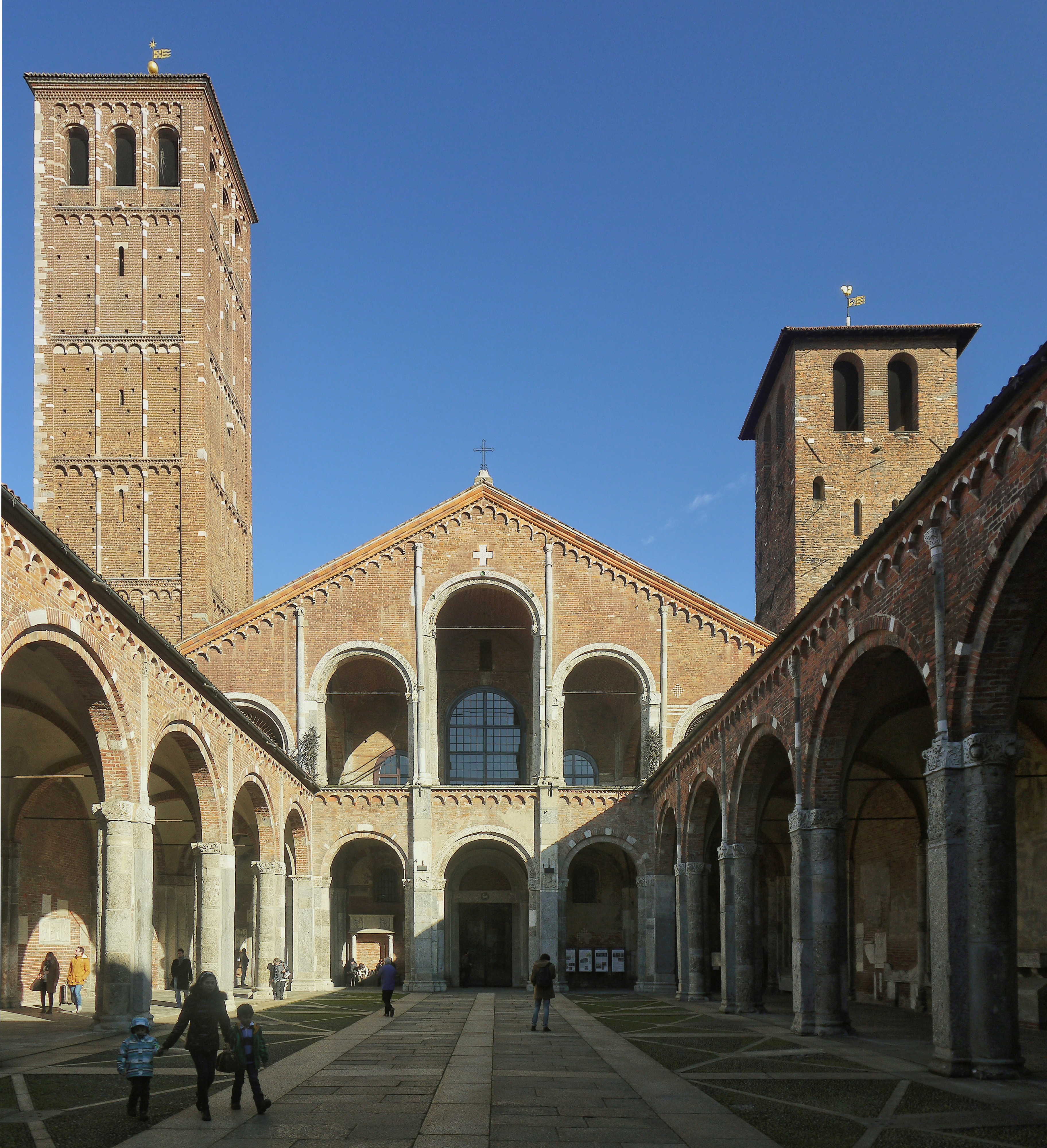
Átrio da Basílica de Sant'Ambrogio, em Milão

Em arquitectura, um átrio (plural: átrios) é um grande espaço exterior ou coberto por claraboia rodeado por um edifício.
Os átrios eram uma característica comum nas moradias romanas antigas, proporcionando luz e ventilação ao interior. Os átrios modernos, tal como foram desenvolvidos no final do século XIX e no século XX, têm geralmente vários andares de altura, com um telhado envidraçado ou grandes janelas e estão geralmente localizados imediatamente para além das portas de entrada principais de um edifício (no saguão).
Os átrios são um elemento de design popular porque conferem aos edifícios uma "sensação de espaço e luz". O átrio tornou-se uma característica fundamental de muitos edifícios nos últimos anos. Os átrios são populares entre os utilizadores de edifícios, designers de edifícios e promotores de edifícios. Os utilizadores gostam dos átrios porque criam um interior dinâmico e estimulante que proporciona proteção do ambiente exterior, mantendo ao mesmo tempo uma ligação visual com esse ambiente. Os designers gostam da oportunidade de criar novos tipos de espaços nos edifícios, e os promotores imobiliários veem os átrios como comodidades de prestígio que podem aumentar o valor comercial e o apelo.
O termo átrio surge para designar o pátio central das casas gregas e romanas. Ou também pode ser o espaço compreendido entre a porta da rua e a escada ou as portas que dão ingresso ao interior de uma casa ou edifício.

É aplicado também ao vestíbulo das antigas igreja, e ao espaço coberto que antecede uma igreja, nartex.
Nos tempos modernos designa uma sala espaçosa de um hotel ou edifício público, que dá acesso a uma outra de maior importância.